# ウィリアム・コープランド
ウィリアム・コープランド（William Copeland、1834年1月10日 - 1902年2月11日）は、ノルウェー系アメリカ人の醸造技師。1869年（明治2年）に日本で初めてのブルワリー「スプリング・バレー・ブルワリー」を横浜の外国人居留地に設立した。 
スプリング・バレー・ブルワリーは後に麒麟麦酒となる。
日本で初めて産業としてビールの製造を継続的に行ったため、「日本ビール産業の始祖」とも呼ばれる。

## 生い立ち
1834年（天保5年）1月10日、ノルウェーのアーレンダールに生まれる。誕生時の名前はヨハン・マルティニウス・トーレセン（Johan Martinius Thoresen）であった。1838年（天保9年）には家族でリレサンに引っ越す。コープランドはリレサンの教会で堅信礼を受けて成長する。1840年代には、ドイツ人醸造技師に徒弟修業として弟子入りし、ウィリアム・コープランドに名前を改めて、アメリカ合衆国へ移民した:12。

## 日本での生活
1864年（元治元年/文久4年）に日本の横浜へ移住。コープランドは知人ら2人と出資し、商事組合 S.ジェームズ商会を1866年（慶應2年）に設立、牧場と運送業で品質の良い牛乳販売が評判になるが、商会は1867年（慶應3年）に解散。コープランドは単独でコープランド商会を設立し、運送業を行って、資金を貯める。資金を貯めたコープランドは山手123番（天沼）の土地を購入すると、1869年（明治2年）にスプリング・バレー・ブルワリーを設立した。近隣の丘を210メートル掘って、低温によるビール醸造を行った。後にルイ・パスツールが確立したパスチャライゼーション（低温殺菌法）を知ると、コープランドもこの技術をスプリング・バレー・ブルワリーに導入している。コープラドが生産したスタイルはラガービール、バイエルンビール、バイエルンボックであった。コープランドの醸造したビールは、主に横浜の居酒屋に樽で売る他、醸造工場に隣接する自宅を改装し「スプリング・バレー・ビヤ・ガーデン」を1875年（明治8年）に開設すると、外国人居留者と外国船の船員向けに営業している。こちらは日本初のビアガーデンと言える。コープランドのビールは評判となり、東京や長崎へも出荷されるようになった。なお、1869年（明治2年）にはジャパン・ヨコハマ・ブルワリー、ヘフト・ブルワリーなども開業しているが、コープランドのビールほどは評判にならなかったようで、短期間で閉鎖されている。
コープランドは1872年（明治5年）にノルウェーへ一時戻るとアンネ・クリスティネ・オルセンと結婚した（結婚時、アンネ・クリスティネは15歳）。コープランドは花嫁を伴って日本に戻ってきたが、7年後の1879年（明治12年）にアンネ・クリスティネは22歳で病死する。
ドイツ人醸造技師E・ウィーガントが1874年（明治7年）頃に設立したババリア・ブルワリーはスプリング・バレー・ブルワリーの近隣にあったこともあって、競合していた。ババリア・ブルワリーとスプリング・バレー・ブルワリーは低価格競争に陥り、互いに利益を減らしていった。1876年（明治9年）にコープランドはヴィーガントに競争の無駄を説得し、コープランド・アンド・ヴィーガント商会を設立する。コープランドが経営担当、ウィーガントが醸造担当という役割分担であったが、これは上手く行かず、1880年（明治13年）にコープランドとウィーガントの間で、工場経営の主導権をめぐって対立が激しくなり、裁判の結果、商会は解散となって、工場は競売にかけられることとなる。工場そのものは、コープランド自身が落札したため、醸造所は継続することになる。
コープランドは、1881年（明治14年）より日本人向けの味が淡白で低価格のビールの醸造もはじめ、1882年（明治15年）には日本語新聞にはじめての広告を掲載するなど、日本人向けの販売を始める。しかし、醸造所買収時の借金がきっかけとなり、スプリング・バレー・ブルワリーは1884年（明治17年）に倒産、公売にかけられることになった。
スコットランド出身の商人トーマス・ブレーク・グラバーの支援を受け、スプリング・バレー・ブルワリーは1885年（明治18年）に日本人投資家に売却され、ジャパン・ブルワリーとなる:18。1888年、ジャパン・ブルワリーは明治屋と一手販売契約を締結し「麒麟ビール」の販売を始める。
1889年（明治22年）、勝俣清左衛門の次女・ウメ（勝俣銓吉郎の姉）と再婚。自宅のビアガーデンを経営する傍ら、東京の磯貝麦酒醸造所の技術指導などをする。1893年（明治26年）には日本を後にし、グアテマラシティで商売を始めるが上手く行かなかった。グアテマラで身体を壊したコープランドは、1902年（明治35年）1月には日本に戻って、横浜の石川町に居を構えるが、翌2月11日に68歳で没した。ウメはその後、両親と東京で暮らし、婦人帽子などの装飾業を営んでいたが、1908年（明治41年）に亡くなった。コープランドの葬儀はジャパン・ブルワリー社によって行われ、墓は横浜外国人墓地に建てられた。後にウメも葬られている。
ジャパン・ブルワリー社の後身である麒麟麦酒社の横浜工場、横浜支社では、コープランドの命日（2月11日）と、コープランドゆかりの地にあるレストラン山手十番館のビアガーデンがオープンすることに合わせた6月に、墓前に最新のビールを供えて、麒麟麦酒社やビアガーデン文化の発展を祈る墓前祭が行われている。

## 醸造所跡地と史跡

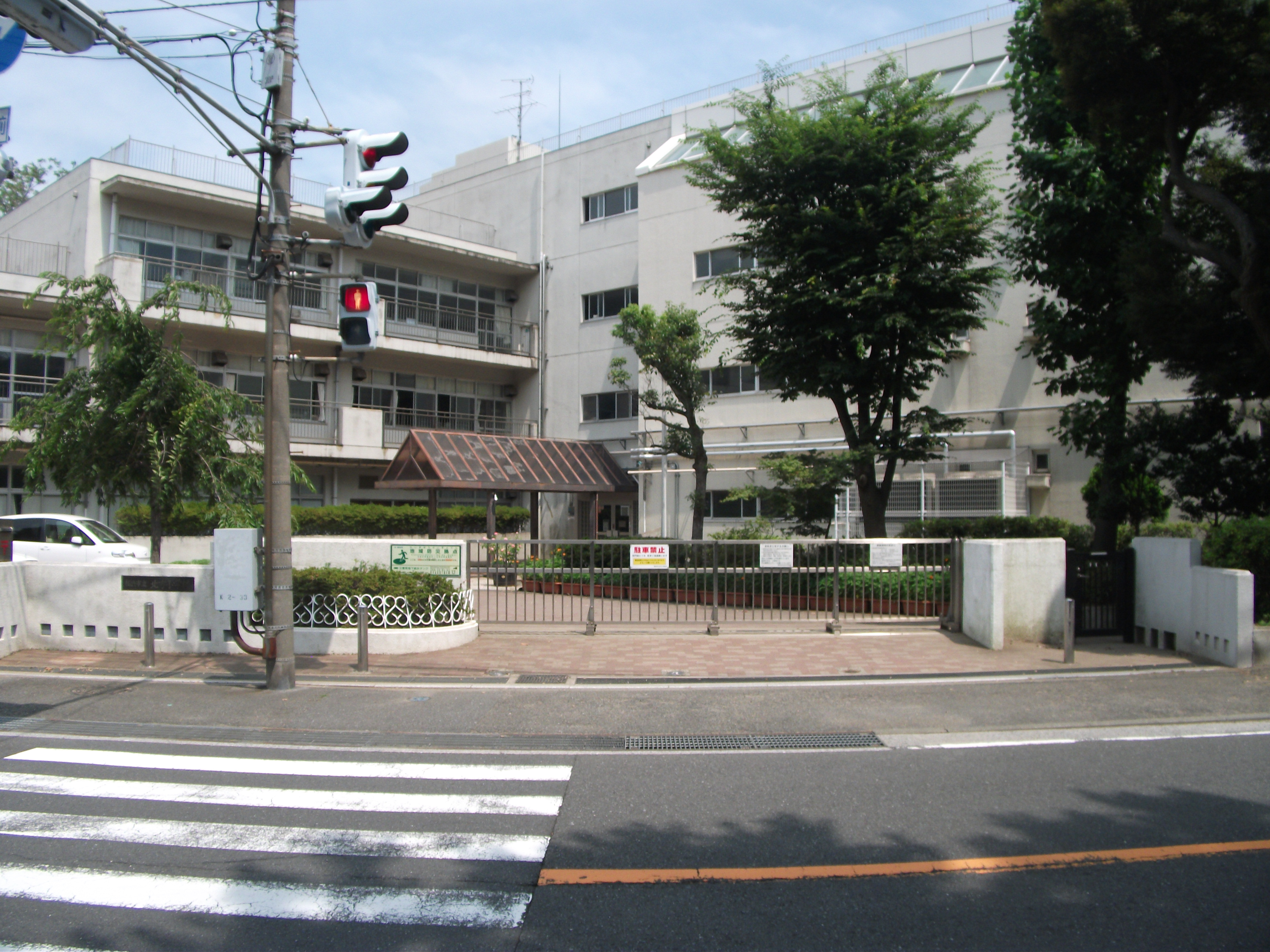
醸造所跡に建つ横浜市立北方小学校

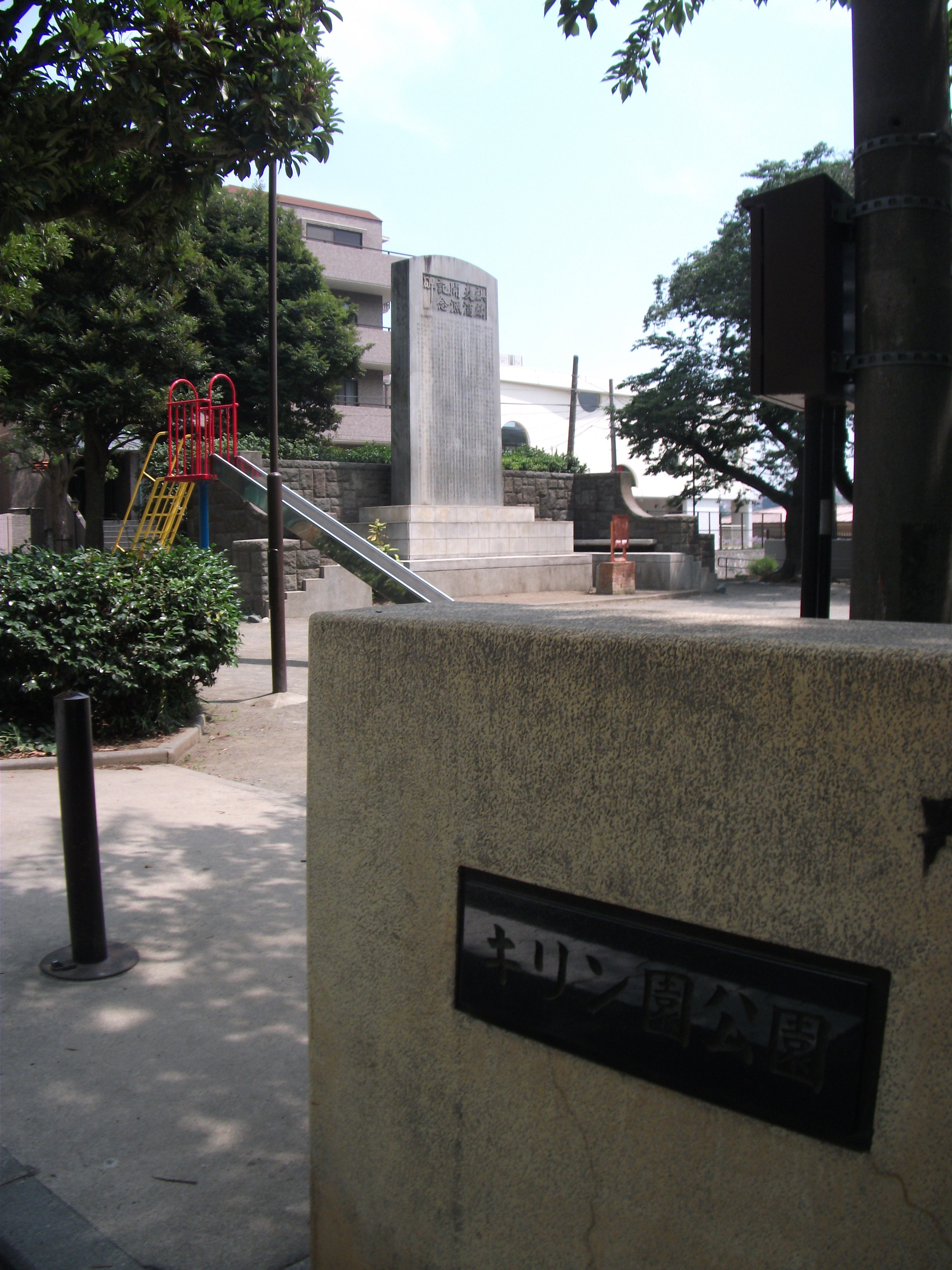
横浜市中区千代崎町のキリン園公園

スプリング・バレー・ブルワリーの跡地は現在、横浜市立北方小学校とキリン園公園となっている。小学校には当時ビール造りに使われた「ビール井戸」があり、公園には「麒麟麦酒開源記念碑」が建っている。これらの醸造所関連遺構は「ビール製造発祥の地（ビール醸造所跡）」の名称で1997年（平成9年）11月4日に横浜市登録地域史跡として市の登録文化財に登録されている。

## スプリング・バレー・ビール ブランドの復活
2014年7月、麒麟麦酒社は、クラフトビールブランド「SPRING VALLEY BREWERY」を立ち上げ、その運営会社である「スプリングバレーブルワリー」を設立した。1991年（平成3年）に横浜工場にオープンした、旧スプリング・バレー・ブルワリーを再現した醸造所併設レストラン（パブブルワリー）「スプリングバレー」をベースに、横浜工場を始め全国各地の醸造所兼店舗でクラフトビールを提供することになった。2021年（令和3年）3月23日（火）からは、缶ビール「SPRING VALLEY 豊潤〈496〉」を横浜工場を始め全国のキリンビール工場で製造し、全国のスーパー・コンビニ等で発売することになった。「496」は完全数の1つである。また、1から31の自然数の総和が496になることから「1か月、毎日飲んだとしても、飽きることがないビール」の意を含ませてある。